# نولوی
نولوی (به ایتالیایی: Nulvi) یک کومونه در ایتالیا است که در استان ساساری واقع شده‌است.

## خصوصیات
نولوی ۶۷٫۷ کیلومترمربع مساحت و ۲٬۹۸۳ نفر جمعیت دارد.